# Lopera
Lopera – gmina w Hiszpanii, w prowincji Jaén, w Andaluzji, o powierzchni 67,9 km². W 2011 roku gmina liczyła 3888 mieszkańców.